# Oblast' autonoma di Karačaj
L'oblast' autonoma di Karačaj era un'oblast' autonoma dell'Unione Sovietica creata il 26 aprile 1926. È stata formata dalla scissione dell'oblast' autonoma di Karačaj-Circassia nel 1926. L'oblast' autonoma di Karačaj fu sciolta durante la seconda guerra mondiale, quando il popolo dei Carachi fu esiliato in Asia centrale per la loro presunta collaborazione con i tedeschi. Durante questo periodo, parte del territorio fu incorporata nella RSS Georgiana. Il 12 ottobre 1943, a seguito della deportazione dei Carachi in Asia centrale e Kazakistan, l'oblast' autonoma fu divisa tra il territorio di Stavropol' e l'oblast' autonoma di Circassia.
Nel 1957 essa e la l'oblast' autonoma di Circassia si fusero nuovamente per ripristinare la oblast' autonoma di Karačaj-Circassia.